# Iraq Stars League 2012-2013
La Prima Lega irachena 2012-2013 è la 39ª edizione del massimo campionato di calcio iracheno. La stagione iniziò il 19 ottobre 2012. L'Arbil era la squadra campione in carica.
Il campionato fu vinto dall'Al-Shorta, giunto al terzo successo nella competizione.

## Formula
Le 18 squadre si affrontano in un girone di andata e ritorno per un totale di 34 partite.
Le ultime quattro sono retrocesse in Iraq Division 1, la serie B irachena.

## Squadre partecipanti
| Squadra           | Città        | Stadio                 |
| ----------------- | ------------ | ---------------------- |
| Alcune partite    | Baghdad      | Al-Shaab Stadium       |
| Al-Kahraba        | Baghdad      | Al Naft Stadium        |
| Al-Masafi         | Baghdad      | Al-Masafi Stadium      |
| Al-Minaa          | Basra        | Al Mina'a Stadium      |
| Al-Naft           | Baghdad      | Al Naft Stadium        |
| Al-Quwa Al-Jawiya | Baghdad      | Al Jawiya Stadium      |
| Al-Shorta         | Baghdad      | Al Shorta Stadium      |
| Al-Sinaa          | Baghdad      | Al Sina'a Stadium      |
| Al-Talaba         | Baghdad      | Al Karkh Stadium       |
| Al-Zawraa         | Baghdad      | Al Zawraa Stadium      |
| Baghdad           | Baghdad      | Baghdad Stadium        |
| Duhok             | Duhok        | Duhok Stadium          |
| Erbil             | Erbil        | Franso Hariri Stadium  |
| Karbalaa          | Karbalaa     | Karbala Stadium        |
| Kirkuk            | Kirkuk       | Kirkuk Olympic Stadium |
| Naft Al-Janoob    | Basra        | Naft Al-Janoob Stadium |
| Najaf             | Najaf        | An Najaf Stadium       |
| Sulaymaniya       | Sulaymaniyah | Sulaymaniyah Stadium   |
| Zakho             | Zakho        | Zakho Stadium          |

### Calciatori stranieri
Sono tesserabili quattro giocatori per ogni club.
| Club              | Player 1          | Player 2           | Player 3        | Player 4          |
| ----------------- | ----------------- | ------------------ | --------------- | ----------------- |
| Al-Kahraba        |                   |                    |                 |                   |
| Al-Masafi         |                   |                    |                 |                   |
| Al-Minaa          | Aurelien Oko Bota | Claude Gnakpa      | Ahmed Al-Sadeq  | Ala Al-Sasi       |
| Al-Naft           | Mohamed Shawky    | Hamdi Al-Masri     |                 |                   |
| Al-Quwa Al-Jawiya | Makadji Boukar    | Jean-Paul Ndeki    | Ben Konaté      |                   |
| Al-Shorta         | Innocent Awoa     | Jean Michel N'Lend | Minusu Buba     | Paul Koulibaly    |
| Al-Sinaa          | Abdulkader Dakka  |                    |                 |                   |
| Al-Talaba         | Habib Mohamed     | Kinan Deeb         | Mutaz Kailouni  | Shaaban Al-Najjar |
| Al-Zawraa         | Sadeq Wahab       | Mohammad Alwakid   | Zaher Midani    |                   |
| Baghdad           |                   |                    |                 |                   |
| Duhok             | Jailton Oliveira  | Ali Diab           | Burhan Sahyouni | Seif Kadhim       |
| Erbil             | Albaye Papa Diop  | Nadim Sabagh       | Ivan Bukenya    |                   |
| Karbalaa          |                   |                    |                 |                   |
| Kirkuk            | Arona             | Malick N'diaye     |                 |                   |
| Naft Al-Janoob    | Moayad Ajan       | Mohamad Daas       |                 |                   |
| Najaf             | Raphael Odadah    | Raheem Owolabi     | Uche Ogbonnaya  | Adib Barakat      |
| Sulaymaniya       | Bakri Tarab       | Mahmoud Amnah      | Majd Homsi      | Sula Matovu       |
| Zakho             | Bovar Karim       | Alaa Al-Shbli      | Firas Ismail    | Raja Rafe         |

## Classifica
|                 | Pos. | Squadra           | Pt | G  | V  | N  | P  | GF | GS | DR  |
| --------------- | ---- | ----------------- | -- | -- | -- | -- | -- | -- | -- | --- |
| Iraq (bandiera) | 1.   | Al-Shorta         | 72 | 34 | 20 | 12 | 2  | 62 | 29 | +33 |
|                 | 2.   | Arbil             | 70 | 34 | 21 | 7  | 6  | 68 | 34 | +34 |
|                 | 3.   | Al-Quwa Al-Jawiya | 69 | 34 | 21 | 6  | 7  | 60 | 33 | +27 |
|                 | 4.   | Al-Zawraa         | 65 | 34 | 18 | 11 | 5  | 61 | 29 | +32 |
|                 | 5.   | Duhok             | 58 | 34 | 16 | 10 | 8  | 54 | 35 | +19 |
|                 | 6.   | Baghdad           | 53 | 34 | 13 | 14 | 7  | 36 | 28 | +8  |
|                 | 7.   | Zakho             | 52 | 34 | 14 | 10 | 10 | 48 | 41 | +7  |
|                 | 8.   | Al-Mina'a         | 52 | 34 | 15 | 7  | 12 | 54 | 48 | +6  |
|                 | 9.   | Al-Naft           | 46 | 34 | 13 | 7  | 14 | 43 | 43 | +0  |
|                 | 10.  | Naft Al-Basra     | 39 | 34 | 9  | 12 | 13 | 47 | 49 | −2  |
|                 | 11.  | Al-Najaf          | 38 | 34 | 10 | 8  | 16 | 34 | 43 | -9  |
|                 | 12.  | Karbala           | 37 | 34 | 9  | 10 | 15 | 40 | 49 | -9  |
|                 | 13.  | Al-Masafi         | 37 | 34 | 10 | 7  | 17 | 27 | 39 | -12 |
|                 | 14.  | Al-Talaba         | 35 | 34 | 9  | 8  | 17 | 35 | 47 | -12 |
|                 | 15.  | Al-Kahraba        | 34 | 34 | 9  | 7  | 18 | 30 | 47 | −17 |
|                 | 16.  | Sulaymaniya       | 34 | 34 | 9  | 7  | 18 | 37 | 60 | -23 |
|                 | 17.  | Al-Sinaa          | 25 | 34 | 4  | 13 | 17 | 23 | 46 | -23 |
|                 | 18.  | Kirkuk            | 18 | 34 | 4  | 6  | 24 | 17 | 74 | -57 |

Legenda:

      Campione dell'Iraq e ammessa alla Coppa dell'AFC 2014

      Ammessa alla Coppa dell'AFC 2014

      Retrocessa in Iraq Division 1 League 2013-2014

Note:
Tre punti a vittoria, uno a pareggio, zero a sconfitta.